# Bataille de Lyndanisse
Batailles
La bataille de Lyndanisse est une bataille qui s'est déroulée sur le site de l’actuelle Tallinn le 15 juin 1219 entre Valdemar II de Danemark, sous ordre du pape, et les Estoniens. Elle permet notamment à Valdemar II d'établir le territoire de l'Estonie danoise lors des croisades baltes.

## Contexte
Lorsque les hostilités contre les Estoniens - dont les origines remontent à 1215 - se sont transformées en défaite, l'évêque Albert de Buxhoeveden et Teoderik se seraient rendus au Duché de Schleswig en 1218 à fin d'y rencontrer le roi danois Valdemar II.
Les détails de la rencontre ne sont pas connus, mais selon la Chronique de Henry de Livonie (fi), l'évêque de Buxhoeveden aurait humblement demandé au roi Valdemar II de mobiliser sa flotte contre les Estoniens et leurs alliés Russes.
Le Danemark avait déjà fait des expéditions militaires dans la région en 1196, 1197 et 1206.
De plus, au tournant de l'année 1215-1216, le pape avait défini les croisades en Livonie comme équivalentes à celles faites en Terre Sainte.
Valdemar a bien réagi positivement à la demande d'aide.
Le pape a également donné à Valdemar le droit d'annexer tous les territoires conquis aux païens et de le mettre sous le contrôle de l'Église danoise.

## Chronologie de la bataille

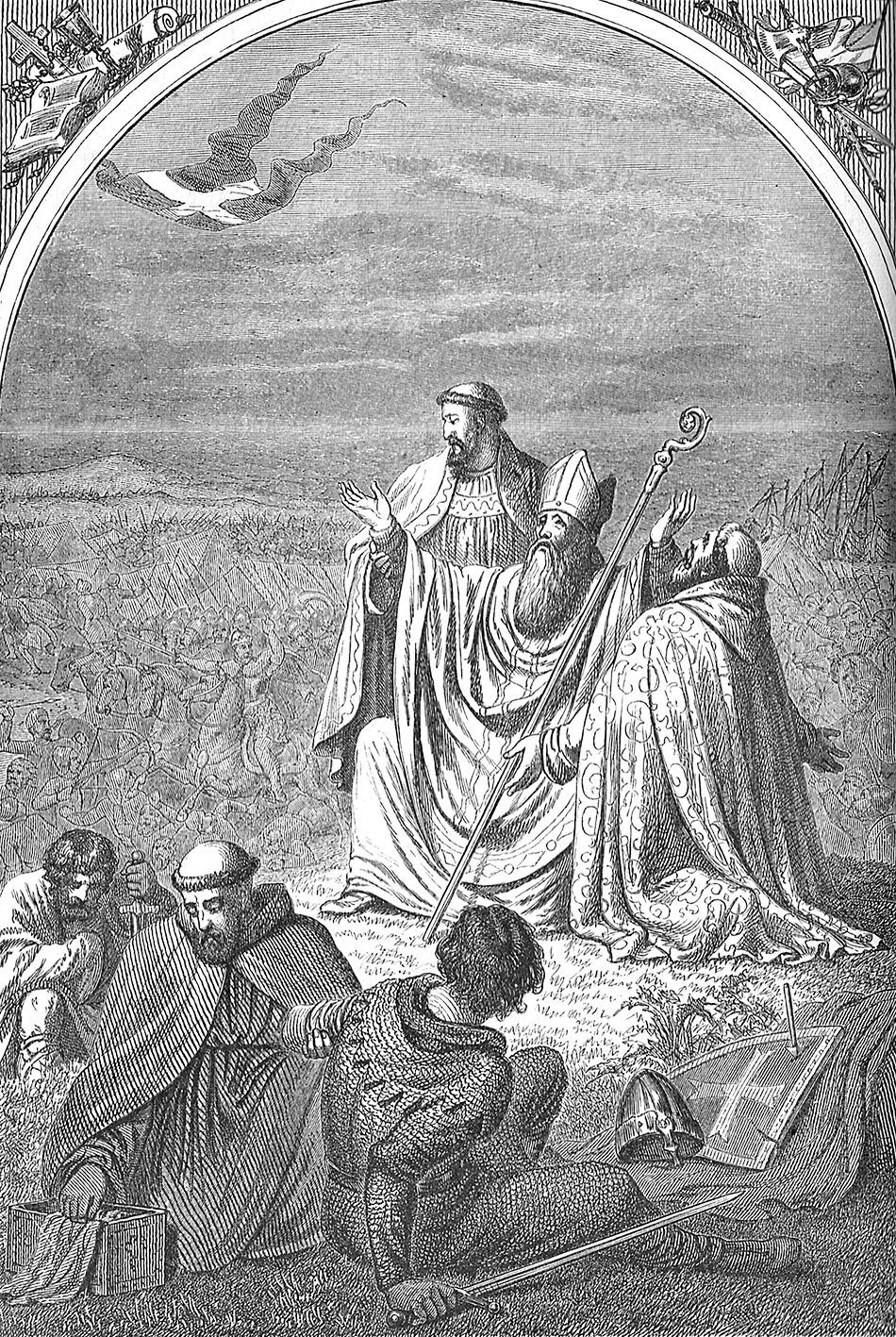
L’archevêque Anders Sunesen durant la bataille. Dessin tiré de l'ouvrage Nordens Historie de 1885..

Au début juin, Valdemar II, accompagné de l'archevêque Anders Sunesen, de l'évêque Theoderich von Treyden et de ses vassaux Albert Ier de Saxe et Wislaw Ier de Rügen, vogue vers Revala, une province de l'Estonie du Nord.
Les troupes danoises ont débarqué dans l'ancien port naturel à l'extrémité ouest de la baie.
Les croisés campent à Lyndanisse les Danois ont commencé à construire une garnison, pour laquelle la chronique d'Henri utilise le nom Castrum Danorum,.
Entre-temps, les Estoniens ont rassemblé leurs forces et ont finalement attaqué l'équipement des Danois avec une force militaire de 4 000 à 5 000 hommes rassemblés de Rävälä et Harjumaa.
Le 15 juin 1219, les Estoniens attaquent les Danois près du château après l'heure du souper. Présents sur cinq fronts, ils prennent complètement par surprise les croisés, qui courent dans toutes les directions. Theoderik, pris pour le roi par les Estoniens, est tué. Les Danois sont sauvés par leurs vassaux wendes, alors que Wislaw Ier mène une rapide contre-attaque arrêtant l'avancée estonienne et permettant au croisés de se regrouper et de repousser les Estoniens.

## Conséquences
L'année 1219 a été considérée comme l'année de la fondation de Tallinn.
En réalité, Tallinn n'est probablement pas devenue une ville avant les années 1230.
Après la fin de la bataille, Valdemar retourna au Danemark et laissa l'archevêque Anders Sunesen, qui était avec lui, diriger les territoires conquis.
Après la bataille, malgré la victoire, les habitants de Rävä ont dû être baptisés village par village.
Après la conquête, les zones non baptisées de Saaremaa et Harjumaa, laissées entre les Danois et les Allemands, sont devenues la cible de la concurrence entre les Danois et les Allemands.
Le Danemark a utilisé sa puissance maritime et, entre autres, a fermé le port de Lübeck pour empêcher de nouveaux croisés d'entrer dans la région.
Les différends entre les Danois et les Allemands ont finalement été résolus en subordonnant Viru, Järva et Läänemaa directement au pape en tant que zone tampon entre les parties.

## Mémorial

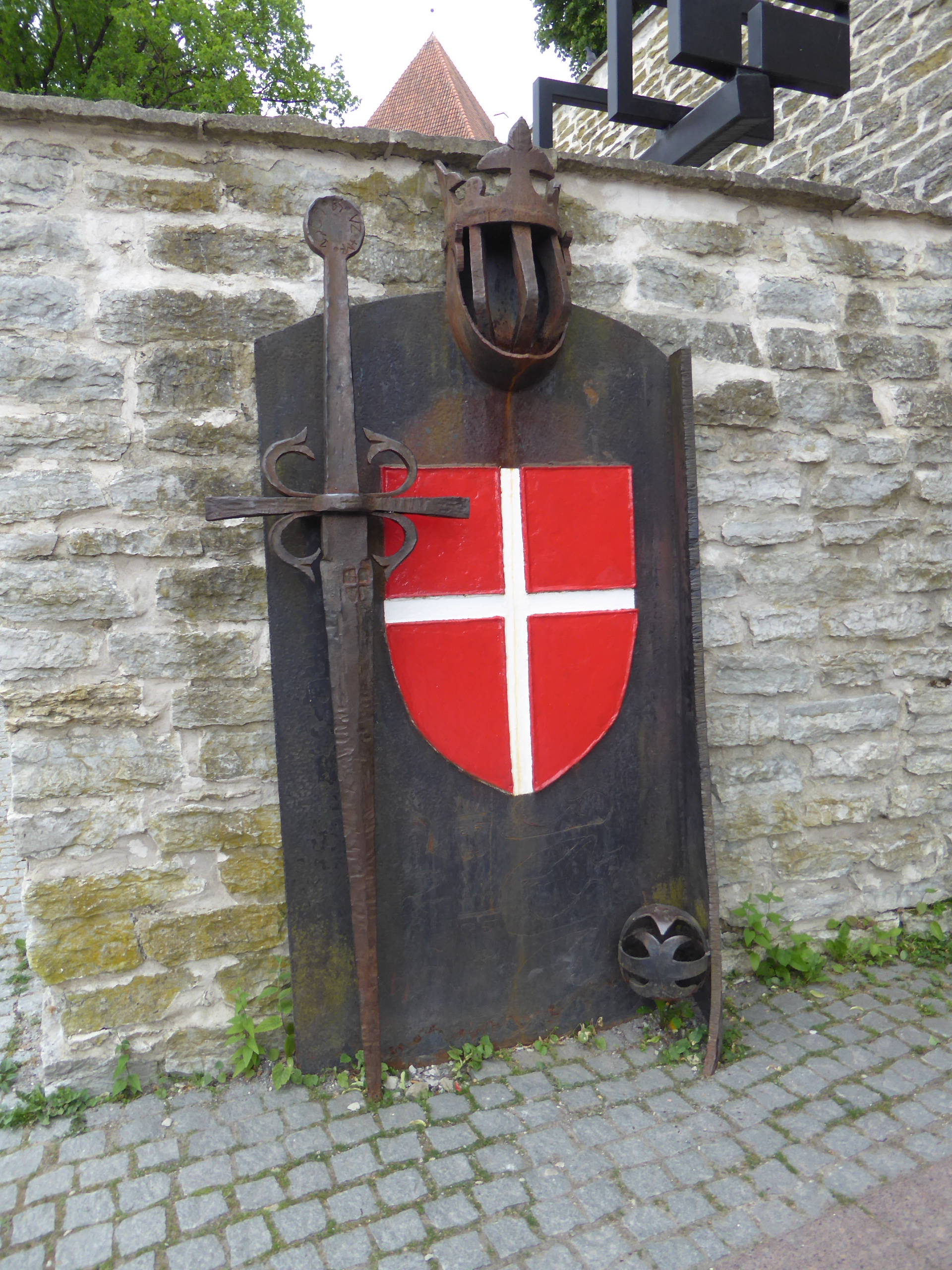
Monument dans le Jardin du roi du Danemark.

Un parc à Tallinn, le Jardin du roi du Danemark situé entre la colline de Toompea et l'église Saint-Nicolas, commémore la bataille et la légende.
Le 15 juin 2019, la reine Margrethe II est venue à Tallinn et y a dévoilé un Mémorial.